# Ikertivaq
Ikertivaq är ett sund i Grönland (Kungariket Danmark).   Det ligger i kommunen Sermersooq, i den södra delen av Grönland, 600 km öster om huvudstaden Nuuk.